# Bakir Koca
Bakir Koca (Novi Pazar, 24. oktobar 1996) majstor je borilačkih veština. Nosilac je 3.Dan u aikidou. Jedan je od trećih aikido majstora u Novom Pazaru.

## Kratka biografija
Oktobra meseca 2003. godine kreće da se bavi  borilačkom veštinom imena aikido, kod sensei Nazima Hađića  u aikido klubu „Valter” u Novom Pazaru.
Napredovao je iz godine u godinu osvajajući sve veća zvanja.
1. Kyu položio je 2009. godine. Оktobra meseca  2011. godine., u želji da svoje znanje prenese na druge, osniva grupu pod nazivom „Aikido Family”.
Dve godine kasnije izabran je za Sportsku nadu Novog Pazara. 2015. godine. oko struka privezuje crni pojas 1. Dan i postaje majstor Aikidoa  stiče zvanje Sensei. 24.oktobar 2015.  u Beogradu Sensei Mirko Jovandić uručuje diplomu Bakiru Koci za 1. Dan iz Aikikai Hombo Federacije, postaje treći majstor u aikidou u Novom Pazaru.
Iste godine u „American Corner” u Novom Pazaru organizuje prezentaciju na temu „Filozofija Aikidoa i praktični deo”. Govorio je o značenju aikidoa. Prema Bakiru, glavna poruka koja nosi aikido je „Širenje ljubavi”. Na predlog svog sensei   Mirka Jovandića  7. Dan, upisuje Sportsku Akademiju u Beogradu. Na kamp seminaru 2017 godine u Vrnjačkoj Banji izlazi na polaganje za 2. Dan crnog pojasa. 28. oktobra uručuje mu se diploma  iz Aikikai Hombo Federacije - u Beogradu.
Diplomira 2018 godine na Sportskoj Akademiji u Beogradu, sa završnim radom  „Struktura treninga sa antropološkim karakteristikama u aikidou”. Stiče zvanje „Strukovni trener u sportu i rekreaciji”. Te godine po preporuci profesora dr. Leona Lukmana upisuje specijalističke studije smer: „Trening u vrhunskom sportu“. U aprilu 2019 godine grupa “Aikido Family” prerasta u klub. Član je Aikido savaza Srbije čiji je predsednik Mirko Jovandić.  U maju 2020 godine  osniva udruženje za „Tradicionalnu Japansku kulturu”.  Diplomirao 2020 godine, stiče zvanje “Specijalista trener” sa završnim radom: “Dijagnostika i programiranje treninga u aikidou.” 19 – 20.09.2020 godine održan je prvi Aikido trofej u Novom Pazaru. Manfestaciju je vodio sensei Bakir Koca 2. Dan Aikikai Hombu. Ispunivši sve kriterijume Aikido saveza Srbije i svetske Aikikai organizacije 24.10.2020 godine promovisan je u instruktorsko zvanje Fuku Sidoin. 2024 godine izlazi na polaganje na letnjem kampu za 3. Dan u Bajinoj Bašti 19.07.2024. 27.10.2024. godine u Beogradu od strane Shihana i mentora Sensei Mirka Jovandića 7. Dan Aikikai Hombu uručena mu je  diploma za 3. Dan Aikikai Hombu Japan. 